# 本照寺 (日南市)
本照寺（ほんしょうじ）は、宮崎県日南市に所在する日蓮正宗の寺院である。山号は長宝山（ちょうほうさん）。

## 起源と歴史
- 1457年（長禄元年） - 建立される。開基は三河阿日要。
- 1872年（明治5年）- 廃仏毀釈により廃寺となる。
- 1885年（明治18年）- 再興される。
- 1957年（昭和32年）8月30日 - 日向定善寺において本末7ケ寺〔定善寺・本善寺・妙国寺・本建寺・本照寺・本蓮寺・法蔵寺〕帰一奉告法要が執行される。
- 1982年（昭和57年）9月16日 - 当時の住職が第67世法主日顕の法主としての地位を否定したため、日蓮正宗の宗制宗規に違背したことにより破門されたが、本照寺を占有・居住していた。
  - 占有・居住期間中も本照寺は日蓮正宗の末寺である。住職（代表役員）も日蓮正宗の僧侶（日南市内の善教寺住職が兼務）である。また、総代（責任役員）も日蓮正宗の信徒であり、土地建物も本照寺の所有するところである。ただし裁判所の1982年当時の住職の地位保全の決定によって、存命中は本照寺を占有することは認められているため、何らかの理由で退去しない限りは日蓮正宗は本照寺においては宗教活動をすることはできない状態であった。
- 2022年（令和4年）
  - 11月 8日 - 元住職・遠藤宏道が死去。
  - 12月19日 - 日蓮正宗に返還。善教寺住職が兼務住職として占有管理。

## 所在地
- 宮崎県日南市大字板敷2547−ロ

## 寺院周辺
- 宮崎県立日南工業高等学校